# Батир (слон)

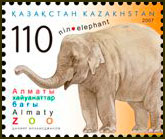
Маленьке слоненя Батир на поштовій марці Казахстану

Батир (24 травня 1970 р.н. — помер в 1993 в Караганді) — індійський слон з Карагандинського зоопарку в Казахстані, якому приписували здібності імітувати живу російську мову та звуки довкілля.

## Загальні відомості
Народжений у неволі, у диких слонів, самки на прізвисько Пальма та самця на прізвисько Дубас, які були подаровані Казахстану прем'єр-міністром Індії Джавахарлалом Неру та перебували в Алматинському зоопарку.
Унікальна властивість тварини, давно вже стала світовою легендою — здатність імітувати людську мову та спілкуватися зі співробітниками зоопарку, просячи воду чи похваляючись собою. Феномен ‘Розмовляючого слона’ відомий у всьому світі завдяки публікаціям в ЗМІ (здебільшого іронічними — видаючи бажане за дійсне та прикрашуючи домислами), а також книгами про поведінку тварин та науково-практичними конференціями. Багато хто прагнув приїхати та подивитися на чудасію. Одна з труп чехословацького цирку була у захваті та бажала придбати слона, пропонуючи натомість дуже рідкісних карликових шимпанзе, але співробітники зоопарку від обміну відмовились. Вивченням слона та його комунікативної здатності займався А. Н. Погребной-Александров (дослідник феномену та автор багатьох публікацій про нього). Інформація була вперше опублікована у 1979 році. Перший, єдиний та винятковий випадок із життя тваринного світу на той період часу відбувся у СРСР.
За повідомленнями Погребного-Александрова: ‘Трубні звуки слони вимовляють через хобіт — піднявши його над головою’; Батир, нарівні з трубними звуками, вимовляв слова (у тому числі й неформальної мови), маніпулюючи кінцем хобота закладеного у роті, збоку — в основи, притиснувши його нижньою щелепою та маніпулюючи язиком. Язик слона має здатність рухатись на будь-якій його поверхні (на відміну від людського язика) та не має великої жорсткості — шовковистий на дотик. Крім того, стоячи спокійно в куті вольєри (здебільшого вночі), зі звисаючим розслабленим хоботом в основі та по всьому його периметру, вимовляв слова дуже тихо — як ультразвукові прилади від москітів або писк комарів, що людське вухо розрізняє приблизно до 40-річного віку. Тільки кінець хобота був зажатий всередину, тому слон виконував незначні рухи пальцевидним відростком на кінчику хобота. Потрібно звернути увагу на те, що цей ‘палець’ у слонів дуже чутливий та за допомогою його тварини можуть підбирати дуже малі предмети.
Вперше на здатності слона звернули увагу співробітники зоопарку, взимку — під Новий Рік, 1977 року.
За час спостереження за слоном було проведено аудіовізуальні записи. Частина матеріалів про слона зберігається в МДУ (Росія).

## Лексикон слона
Слон Батир вимовляв близько 20 слів на російській та казахській мовах, звуки та короткі фрази (у тому числі й неформальної мови).
Повний список слів та словосполучень, що вимовляв Батир:
- «Бати́р» — уривчасто (хобот у роті);
- «Я» — дуже уривчасто й у сполученні зі своїм ім'ям, при довгій вимові, так що «Я-Бати́р», звучало майже злито;
- «Ба́ти́р» — роздумливо-ласкаво й протяжно (хобот у роті);
- «Батир, Батир, Батир…» — бігаючи по вольєру (хобот у роті);
- "Батырушка" — ласкава версія імені Батир (Батирушка);[8]
- «Води́» — питався (хобот у роті);
- «Хоро́ший» — хвалився (хобот у роті);
- «Батир хоро́ший» — хвалився (хобот у роті);
- «Ой-ё-ёй» — бешкетний вигук (бешкетно і дуже дзвінко — хобот у роті);
- «Дурак» — рідко й уривчасто (хобот у роті);
- «Плохой» — рідко лаявся (хобот у роті);
- «Батир плохой» — рідко лаяв себе (хобот у роті);
- «Іді́» — звав, підзивав (хобот у роті);
- «Іді (на) хуй» — перший і єдиний раз під час зйомок телепередачі — «на» майже не вимовлялося (хобот у роті);
- «Хуй» — рідко й уривчасто (хобот у роті);
- «Ба́-ба» — бабуся (хобот у роті);
- «Да́» — згода (хобот у роті);
- «Дай» — прохання (хобот у роті);
- «Дай-дай-дай» — прохання й ігри (хобот у роті);
- «Разаводва-три» — відрахунок музикального такту, крутячись та пританцьовуючи (хобот у роті).

Інші звуки:
- свист людини;
- слова людської мови, що промовлялись на рівні інфра- та ультразвукових[9] частот;
- імітація різкого скрежету гуми або пінопласту по склу;
- писк щурів або мишей;
- гавкіт собак;
- природні трубні звуки слонів.

## Зарубіжна преса
SOVIET ZOO HAS TALKING ELEPHANT written by Richard Beeston in Moscow, Batyr, a 10 year old indian elephant at the Karaganda Zoo in soviet kazakhstan, can say phrases like 'Batyr is good' and verbs like 'drink' and 'give', a Moscow newspaper reported yesterday. Its said that a recording of its voice was heard recently on the Kazakh state radio. & he just pushes his trunk into his mouth and starts talking' said the deputy director of the zoo, Mr Boris Kosinsky, he told a correspondent from the young communist league newspaper that it all began 3 years ago when a startled night watchman reported that he had heard the elephant talking to itself. (Daily Telegraph newspaper, 9th April 1980)

## Причини смерті
- Урологічні проблеми: хвороба тварини — патологічний процес з порушеннями функції нирок.

## Медія
- Учебний документальний кінофільм «Кто говорит? Слон…»; ВДІК — Москва (СРСР)
- Аудіовізуальни записи розмовляючого слона Батира (1979–1983)